# Severin Norby

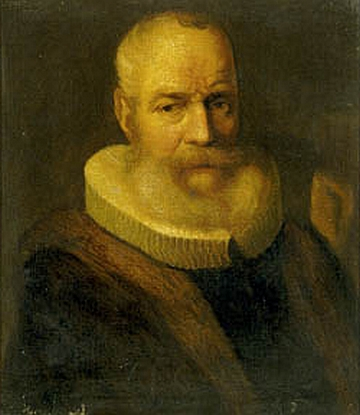

Severin Norby (în limba daneză Søren Nørby) era un general-naval de armată, sub conducerea regelui Hans I al Danemarcei și Kristianssen al II-lea.
Norby avea și atribuții administrative în mai multe regiuni de pe Peninsula Scandinavă, Gottland, sub conducerea Scaunului. Între 1517 și 1525 conducea regiunea Gottland, până când, nemulțumit de conducere organiza o revoltă și complota împotriva regelui Frederick I. Învins, trebuia să părăsească regatul Danemarcei. Ulterior se punea în serviciul lui Carol Quintul la 1520.
A avut mai mulți copii cu femei necunoscute.1